# Peromyscus melanotis
Peromyscus melanotis es una especie de roedor de la familia Cricetidae.

## Distribución geográfica
Se encuentra en México y en Arizona en los Estados Unidos. 